# Esmé Bianco

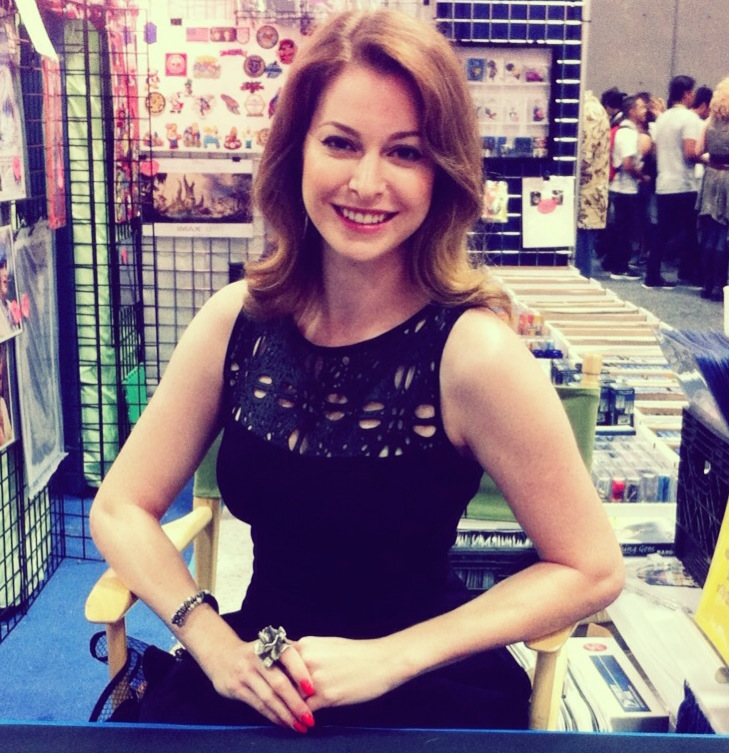
Esmé Bianco na San Diego Comiconie (2013)

Esmé Augusta Bianco (ur. 25 maja 1982 w St Albans) – angielska aktorka, która wystąpiła m.in. w serialach Gra o tron, Magicy i Supergirl.

## Życiorys
Bianco chwytała się różnych zajęć, była m.in. modelką, piosenkarką oraz występowała w burlesce. Sytuacja zmieniła się, gdy jej rola w Grze o tron z jednej sceny urosła do kilkunastu odcinków, a aktorka przeniosła się z Anglii do Los Angeles.

## Filmografia

### Filmy
| Rok  | Tytuł                          | Rola             | Uwagi       |
| ---- | ------------------------------ | ---------------- | ----------- |
| 2006 | Dolls                          | Mouche           | krótkometr. |
| 2008 | Chemical Wedding               | Mavis            |             |
| 2009 | Burlesque Fairytales           | Mother           |             |
| 2009 | Dead Man Running               | Burlesque Singer |             |
| 2010 | The Big I Am                   | Madame Dupoint   |             |
| 2015 | Król Skorpion 4: Utracony tron | Feminina         | film DVD    |
| 2018 | Living Among Us                | Elleanor         |             |

### Telewizja
| Rok                | Tytuł                          | Rola              | Uwagi                  |
| ------------------ | ------------------------------ | ----------------- | ---------------------- |
| 2010               | Any Human Heart                | Betty             | 1 odc.                 |
| 2011               | Eric and Ernie                 | Lola              | film TV                |
| 2011–13            | Gra o tron                     | Ros               | rola drugopl., 14 odc. |
| 2014               | A Christmas Mystery            | Rebecca Clark     | film TV                |
| 2015               | Ominous                        | Rachel Young      | film TV                |
| 2015–16 2018, 2020 | Magicy                         | Jane Chatwin      | rola drugopl.          |
| 2017–19            | Star Butterfly kontra siły zła | Eclipsa (głos)    | rola drugopl.          |
| 2018               | Hot Streets                    | prof. Lane (głos) | 1 odc.                 |
| 2018               | Supergirl                      | Thara Ak-Var      | 2 odc.                 |